# 光岡K-2
K-2為光岡汽車所推出的仿古典作品車輛。車輛設計以梅塞施密特（Messerschmitt）Tg500為藍本。「K-2」為套件車輛，需由消費者自己DIY組裝。

## 車輛歷史

### K-2（1998年－1999年）
1998年7月，微型車輛「MC-1」，套件車輛「K-1」、「K-2」開始發售。自此，正式踏入微型車輛、套件車輛的製造。需由消費者自己DIY組裝的套件車輛「K-2」，共分成約五百個不同組裝零件，參照隨車所含的組裝工具與說明書，組裝時間需要四十小時至三天，同時讓消費者享受身為製造者、機械師及駕駛者等不同角色的樂趣。「K-2」限量販售300台。
1999年4月，停止生產。

## 車輛諸元
- 引擎（Engine）：BB-MC1E/49cc/Single cylinder/OHC
- 最高馬力（Maximmum Power）：4kw(6.1ps)/6500rpm
- 最大扭力（Maximum Torque）：6.9N･m(0.70kg.m)/6000rpm
- 變速系統（Transmission）：CVT
- 傳動型式（Drive system）：RR
- 懸吊系統（Suspension）：油壓式
- 煞車系統（Brakes）：？
- 車長（Overall Length）：2460mm
- 車寬（Overall Width）：1280mm
- 車高（Overall High）：975mm
- 軸距（Wheel Base）：1720mm
- 車身重量（Vehicle weight）：172kg
- 輪胎尺寸（Tyre）：3.50-8-46J
- 車輛售價（Price）：￥470,000(未)／590,000(未)／480,000(已)／600,000(已)

## 相關車輛

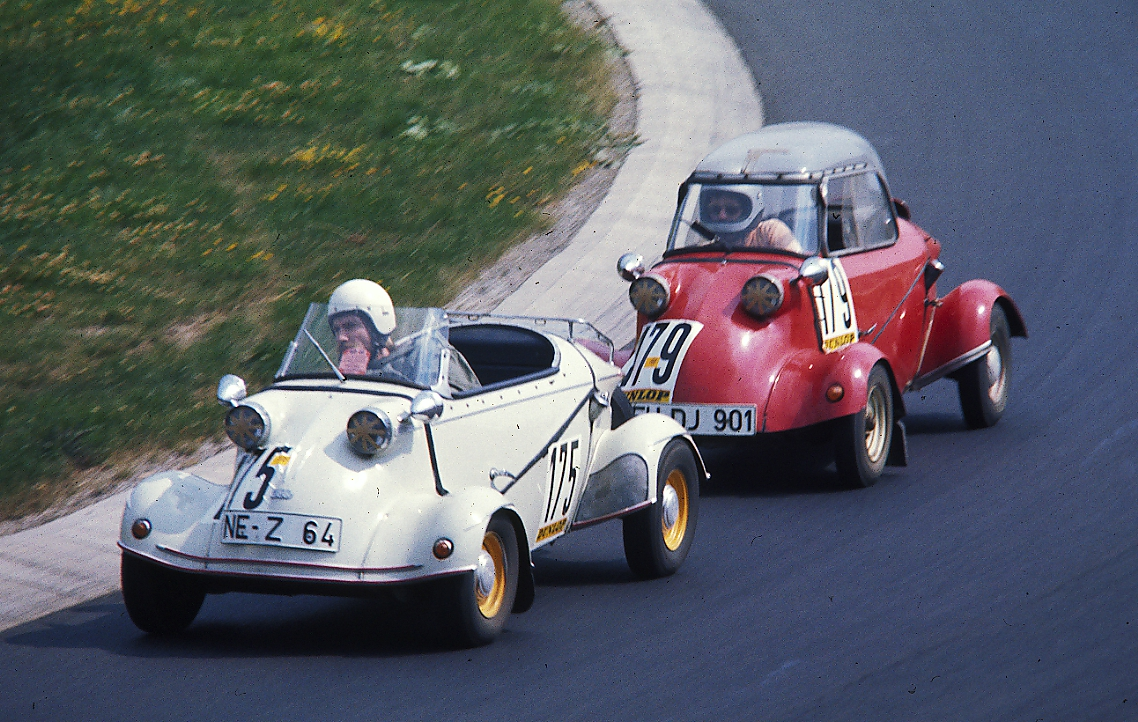
梅塞施密特Tg500

### 原創車廠
1958年，梅塞施密特車廠所推出的Tg500車輛，為原創經典。
- 梅塞施密特Tg500（英语：FMR Tg500）（1957年－1961年）

## 備註
1. ↑  40時間程で「走るクルマ」が完成するという光岡自動車のキットカー、ミツオカK-2。ミツオカK-2はドイツの名車メッサーシュミットをモデルにしており、50ccエンジンを搭載した1人乗りマイクロカーシリーズのうち、ユーザーが自分自身で組み立てる世界に１台しかない車として、オープンボディのクラシックカータイプで98年8月から99年4月に掛けて生産台数の300台を完売しているお車です。購入者自身が組み立てるタイプの……。，《エンスーの杜》（2001年12月3日）

## 外部連結
- 光岡自動車（页面存档备份，存于）
- MITSUOKA-MC.COM